# Amin Badawy Goma’a
Amin Badawy Goma’a (* 9. Dezember 1979) ist ein ehemaliger ägyptischer Leichtathlet, der sich auf den Sprint spezialisiert hat.

## Sportliche Laufbahn
Erste internationale Erfahrungen sammelte Amin Badawy Goma’a vermutlich im Jahr 1998, als er bei den Juniorenweltmeisterschaften in Annecy mit 47,60 s im Halbfinale im 400-Meter-Lauf ausschied. Anschließend schied er bei den Afrikameisterschaften in Dakar mit 47,36 s im Vorlauf aus. Im Jahr darauf schied er bei den Afrikaspielen in Johannesburg mit 47,14 s im Halbfinale über 400 Meter aus und kam im 200-Meter-Lauf mit 21,50 s nicht über die Vorrunde hinaus. Anschließend gewann er bei den Arabischen Meisterschaften in Beirut in 47,33 s die Bronzemedaille über 400 Meter hinter den Katarern Ibrahim Ismail Muftah und Salahaddine Bakkar al-Safi. 2001 schied er bei den Weltmeisterschaften im kanadischen Edmonton mit 46,29 s in der ersten Runde über 400 Meter aus, ehe er bei der Sommer-Universiade in Peking in 46,27 s den vierten Platz belegte. Daraufhin gewann er bei den Mittelmeerspielen in Tunis in 46,87 s die Bronzemedaille hinter dem Algerier Malik Louahla und Sofiane Labidi aus Tunesien. Anschließend belegte er bei den Arabischen Meisterschaften in Damaskus in 21,2 s den fünften Platz über 200 Meter und gewann über 400 Meter in 46,7 s die Bronzemedaille hinter dem Katerer Salahaddine Bakkar al-Safi und Hamed Hamadan al-Bishi aus Saudi-Arabien. Im Jahr darauf schied er bei den Afrikameisterschaften in Radès mit 47,04 s im Semifinale über 400 Meter aus und 2003 gelangte er bei den Arabischen Meisterschaften in Amman mit 46,87 s auf Rang sechs. Anschließend schied er bei den Afrikaspielen in Abuja mit 47,15 s im Halbfinale aus. 2005 belegte er bei den erstmals ausgetragenen Islamic Solidarity Games in Mekka in 47,14 s den sechsten Platz und trat daraufhin nicht mehr international in Erscheinung.
In den Jahren von 1998 bis 2005 wurde Goma’a ägyptischer Meister im 400-Meter-Lauf sowie von 1998 bis 2002 auch über 200 Meter. Zudem wurde er 2004 auch Landesmeister im 800-Meter-Lauf.

## Persönliche Bestzeiten
- 200 Meter: 20,5 s, 4. April 2003 in Maadi
- 400 Meter: 46,27 s, 29. August 2001 in Peking